# فرانچسکو آلدی
فرانچسکو آلدی (انگلیسی: Francesco Aldi؛ زاده ۱۷ سپتامبر ۱۹۸۱) یک تنیس‌باز اهل ایتالیا است.